# Søren Pape Poulsen
Søren Pape Poulsen (31 tháng 12 năm 1971  –  2 tháng 3 năm 2024) là một chính khách Đan Mạch, cựu Bộ trưởng Tư pháp Đan Mạch, nghị sĩ quốc hội Đan Mạch, và lãnh đạo Đảng Bảo thủ Đan Mạch.

## Đời tư

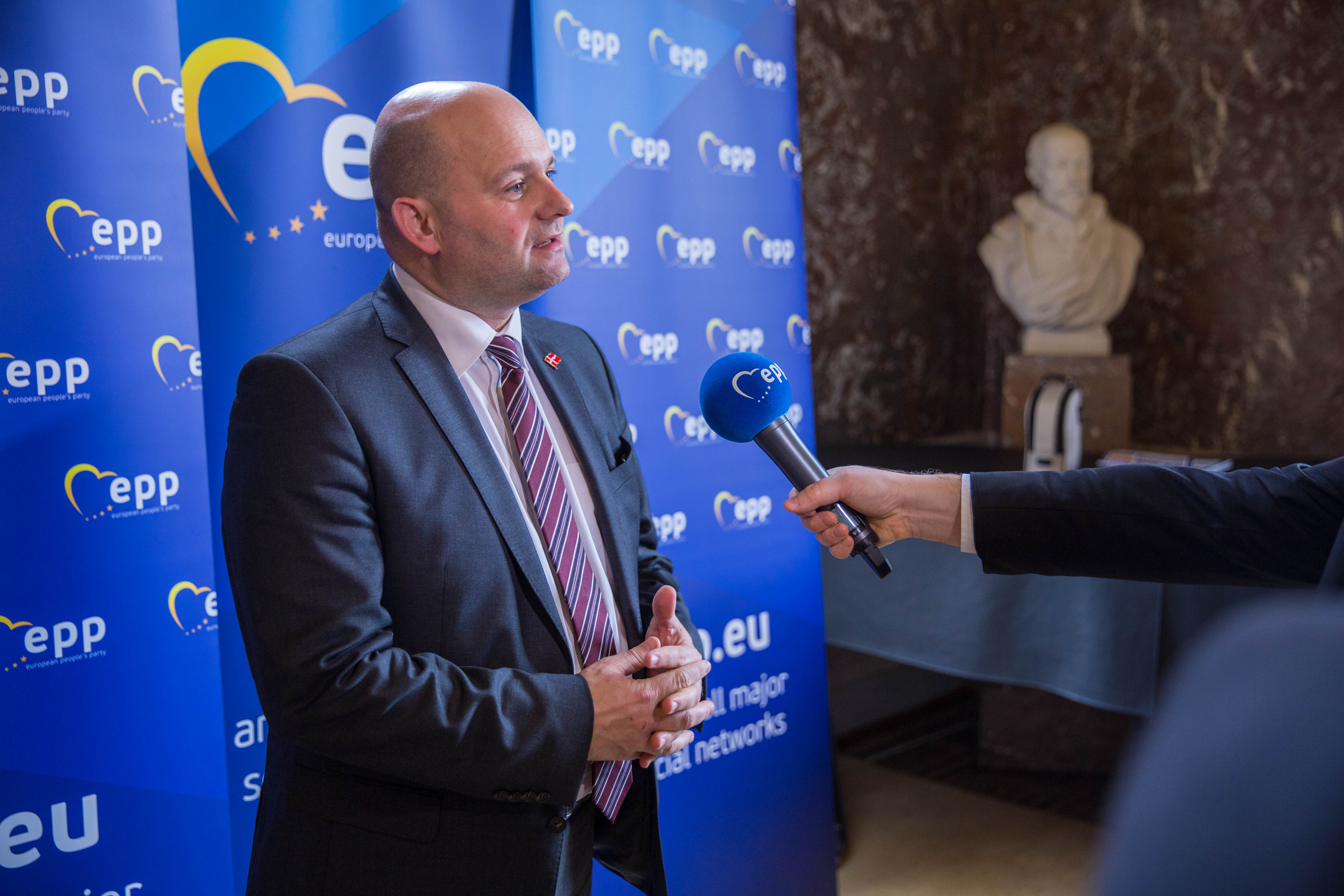
Søren Pape Poulsen tại Brussels vào 2017

Vào ngày 10 tháng 8 năm 2014, Poulsen công khai là người đồng tính.
Chồng sắp cưới của ông là Josue Medina Vasquez đến từ Cộng hòa Dominican, họ gặp nhau vào năm 2013 và đính hôn vào năm 2017. Họ dự định kết hôn vào cuối năm 2018.